# رابرت اف. واگنر
رابرت اف. واگنر (به انگلیسی: Robert F. Wagner) سناتور سابق عضو حزب دموکرات ایالات متحده آمریکا بود. وی در سال ۱۹۲۷ تا ۱۹۴۹ میلادی سناتور ایالت نیویورک در سنای ایالات متحده آمریکا بود.